# Inside Getränke
Die unabhängige Fachzeitschrift Inside Getränke (voller Titel Inside Getränke-Markt-Magazin) richtet sich an alle Akteure der Getränkeindustrie – von Produzenten über Vertrieb bis Handel. Das 1977 gegründete Magazin ist laut Eigenaussage das teuerste Medium der Branche und versteht sich auch als „das brisanteste Medium“.

## Inhalt und Schwerpunkte
Neben aktuellen, üblicherweise mit Insiderinformationen angereicherten Berichten über aktuelle Entwicklungen einzelner Marktteilnehmer der Getränkeindustrie gehören Berichte über die Absatzvolumina der verschiedenen Märkte sowie Kurznachrichten aus der Branche zum inhaltlichen Spektrum. Auf der letzten Seite wird zudem in der Art einer Glosse über ein bestimmtes Produkt berichtet, das sich im Kühlschrank der Redaktion befinden soll.
Typisch für das Magazin ist der kontroverse Stil mit provokanten Überschriften wie „Budenzauber mit Dr. Lorenz: Radeberger setzt Duft-Wölkchen“, „Gummibär im Anflug: Haribo-Mann für Gerolsteiner“ oder „Refresco: Volumen-Zombie mit Deutschland-Lücke“.

## Erscheinungsweise und Verbreitung
Die Zeitschrift erscheint derzeit zweiwöchentlich. Die IVW-geprüfte verkaufte Auflage liegt bei Fehler in Vorlage:IVW-Text: Ungültige Rückgabe der Metadatenvorlage
| 1998  | 1999  | 2000  | 2001 | 2002  | 2003  | 2004  | 2005  | 2006  | 2007  | 2008  | 2009  | 2010  | 2011  | 2012  | 2013  | 2014  | 2015  | 2016  | 2017  | 2018  | 2019  | 2020  | 2021  | 2022  | 2023 | 2024 |
| ----- | ----- | ----- | ---- | ----- | ----- | ----- | ----- | ----- | ----- | ----- | ----- | ----- | ----- | ----- | ----- | ----- | ----- | ----- | ----- | ----- | ----- | ----- | ----- | ----- | ---- | ---- |
| 84376 | 78054 | 72629 |      | 70165 | 57969 | 55588 | 52961 | 49448 | 52172 | 42367 | 38492 | 31780 | 26972 | 28779 | 28461 | 28172 | 22898 | 25971 | 24632 | 24864 | 23738 | 21606 | 20995 | 24309 |      |      |